# Damian Priest
Luis Martínez (* 26. září 1982, New York, USA), známější jako Damian Priest, je americký profesionální zápasník s portorikánskými předky. Pracuje ve společnosti WWE, je zařazen do rosteru RAW. Je bývalý člen frakce The Judgment Day, kterou vede Finn Bálor, ostatní členové jsou Dominic Mysterio, Carlito, JD McDonagh a Liv Morgan  

## Mládí
Narodil se 26. září 1982 v americkém New Yorku, ale vyrůstal v Doradu v Portoriku. Již v dětství se mu zalíbil wrestling. V té době začal trénovat i karate. I přes to, že se stal v karate dvojnásobným šampionem, rozhodl se pro cestu wrestlingu.

## Wrestlingová kariéra
V roce 2005 začal trénovat wrestling ve společnosti Monster Factory a posléze v roce 2014 se dostal do známější společnosti Ring of Honor (ROH). Zde působil až do roku 2018. Dne 12. října 2018 podepsal smlouvu s WWE a byl zařazen do NXT. Stal se zde NXT North American šampionem. Po ztrátě titulu byl 1. února 2021 přeřazen do RAW. Zde se stal United States šampionem. O titul přišel v únoru 2022. Dne 25. dubna 2023 založili s Edgem frakci The Judgment Day, ke které se později připojila i Rhea Ripley a následně i Finn Bálor. Společně Edgeho zradili. Bálor se pak stal novým vůdcem frakce. V roce 2023 Priest vyhrál Money in the Bank kufřík a získal tak možnost ho uplatnit kdykoliv se mu zachce, a dostat tak zápas o jakýkoliv titul. Priest čekal skoro celý rok než si vybral ten správný okamžik, a uplatnil svůj kufřík na Drewu McIntyrovi na WrestleManii 40 o jeho World Heavyweight Championship, který vyhrál od Setha Rollinse před pár minutami. Priest díky asistenci CM Punka tento nečekaný zápas vyhrál, a získal tak svůj první světový titul v WWE.

## Úspěchy
- Ring of Honor
  - ROH World Television Championship (1x)
- WWE
  - WWE United States Championship (1x)
  - WWE Raw Tag Team Championship (2x) s Finnem Bálorem
  - WWE SmackDown Tag Team Championship (2x) s Finnem Bálorem
  - NXT North American Championship (1x)
  - Money in the Bank (2023)
  - WWE World Heavyweight Championship (1x)